# Plzeňský kraj
| Plzeňský kraj Pilsner Region                             | Plzeňský kraj Pilsner Region |
| -------------------------------------------------------- | ---------------------------- |
| Wappen                                                   | Flagge                       |
| Karte                                                    |                              |
| Lage von Plzeňský kraj in Tschechien (anklickbare Karte) |                              |
| Basisdaten                                               |                              |
| Historisches Land:                                       | Böhmen                       |
| Verwaltungssitz:                                         | Pilsen                       |
| Größte Stadt:                                            | Pilsen                       |
| ISO 3166-2:                                              | CZ-32                        |
| Einwohner:                                               | 605.388 (1. Januar 2023)     |
| Bevölkerungsdichte:                                      | 72,9 Einwohner/km²           |
| Kfz-Kennzeichen:                                         | P                            |
| Geografie                                                |                              |
| Fläche:                                                  | 7.561 km²                    |
| Verwaltungsgliederung                                    |                              |
| Bezirke:                                                 | 7                            |
| Gemeinden:                                               | 501                          |
|                                                          |                              |

Der Plzeňský kraj (deutsch Pilsner Region) ist eine der 14 Regionen Tschechiens. Die Region liegt im Südwesten Böhmens. Verwaltungssitz ist Pilsen. Im Westen grenzt sie an Deutschland, es folgen im Uhrzeigersinn die Regionen Karlsbad, Ústecký kraj, Mittel- und Südböhmen. Mit einer Fläche von 7.561 km² ist sie die drittgrößte Region Tschechiens und hat 578.629 Einwohner (1. Januar 2017).

## Landschaft
Die Region lässt sich in folgende wichtige landschaftliche Gebiete unterteilen: Plzeňská pahorkatina (Pilsner Hügelland), Brdská vrchovina (Bergland von Brdy), Český les (Böhmischer Wald) und Šumava (Böhmerwald).

## Rohstoffe
Der Schwerpunkt der Rohstoffförderung liegt in der Gegend um Pilsen. Gefördert werden Steinkohle, feuerbeständiger und keramischer Ton sowie Naturbausteine. Am Fuß des Böhmerwalds findet man Kalkstein. Gute Bedingungen herrschen für die Landwirtschaft. 50,8 % der Gesamtfläche werden landwirtschaftlich genutzt, 39,4 % sind Wälder.

## Umwelt
Die Umweltbedingungen sind im Vergleich zum restlichen Staatsgebiet sehr gut. Die Emissionen liegen durchschnittlich 40 % unter denen in anderen Regionen. Zu den am wenigsten belasteten Gebieten gehören die Gebirgsregionen. In der Region befinden sich 166 Naturschutzgebiete und Naturparks. Eine hohe Belastung ist jedoch in der Gegend von Pilsen zu verzeichnen. Hier liegen die Emissionen weit über dem Landesdurchschnitt, bedingt durch den hohen Industrialisierungsgrad und den starken Straßenverkehr. Hohe Belastungen werden auch in den Räumen Nýřany–Tlučná–Vejprnice, Břasy–Radnice, Stříbro und Ejpovice gemessen. Alle Gemeinden mit mehr als 2000 Einwohnern haben Klärwerke. Gefahr besteht vor allem bei der Liquidation und der Demontage der Altlasten im industriellen, aber auch landwirtschaftlichen Bereich. Kein Problem stellt demgegenüber die Entsorgung der Industrieabfälle dar.

## Besiedlung
Typisch für die Region sind eine große Anzahl kleiner Gemeinden, es fehlen Städte mit einer mittleren Einwohnerzahl. Ausnahme ist die zweitgrößte Stadt Böhmens – Pilsen – mit 164.000 Einwohnern. In weiteren 46 Städten leben 367.000 Einwohner. Damit liegt die Urbanisierungsquote bei etwa 67 %. Die meisten Gemeinden, deren Einwohnerzahl wächst, befinden sich an den Korridoren, die Prag mit Deutschland verbinden. Die Grenzregion zu Deutschland ist aufgrund der Ausweisung der deutschsprachigen Bevölkerung nach 1945 und der nachfolgigen Einrichtung großräumiger militärischer Sperrgebiete äußerst dünn besiedelt. Außerhalb dieser Achse befinden sich meist kleine, landwirtschaftlich geprägte Dörfer. Damit sich in diesen Regionen das Gewerbe ansiedelt, kommt es immer mehr zur Gründung von Mikroregionen.

## Bevölkerung
Mit einem Bevölkerungsanteil von 5,4 % (551.528, 31. Dezember 2004) ist die Pilsner Region im Mittelfeld der Regionen. Davon leben 30 % im Großraum Pilsen und ein Fünftel in 13 weiteren Städten mit mehr als 5000 Einwohnern. Die Bevölkerungsdichte beträgt 72,9 Einwohner auf einem Quadratkilometer (Tschechien 130). Die geringste Einwohnerdichte haben die Bezirke Tachov (37,5) und Klatovy (45,2).
Nach der Altersstruktur gehört die Region zu denen mit der ältesten Bevölkerung. Das Durchschnittsalter betrug 2017 42,5 Jahre, im Bezirk Klatovy sogar 43,2 Jahre. Seit Anfang der 90er Jahre kam es zu einem Bevölkerungsschwund. Ab 2003 nimmt die Bevölkerungszahl wieder zu.

## Wohnungsbau
Seit 1990 sind verstärkte Aktivitäten zu beobachten. Vorkriegsgebäude und baufällige Häuser wurden erneuert. Der Bau von Plattenwohnungen nimmt zu Gunsten des Individualbaus ab. Der größte Teil konzentriert sich dabei auf die Bezirke Pilsen-Stadt, Pilsen-Süd und Pilsen-Nord. 2001 waren 15 % der Wohnungen nicht bewohnt, die meisten im Bezirk Klatovy. Die Baudichte auf 1000 Einwohner erreichte 2001 den Koeffizienten 3,4 gegenüber dem Durchschnitt in Tschechien von 2,7.

## Statistische Kennzahlen
| Statistische Kennzahlen Stand 31. Dezember 2007 | Statistische Kennzahlen Stand 31. Dezember 2007 | Statistische Kennzahlen Stand 31. Dezember 2007 | Statistische Kennzahlen Stand 31. Dezember 2007 | Statistische Kennzahlen Stand 31. Dezember 2007 |
| ----------------------------------------------- | ----------------------------------------------- | ----------------------------------------------- | ----------------------------------------------- | ----------------------------------------------- |
| Bezirk                                          | Fläche in km²                                   | Einwohner1)                                     | Durchschnittsalter1)                            | Gemeinden                                       |
| Okres Domažlice                                 | 1.140                                           | 61.405                                          | 42,0                                            | 85                                              |
| Okres Klatovy                                   | 1.939                                           | 86.452                                          | 43,2                                            | 94                                              |
| Okres Plzeň-město (Pilsen-Stadt)                | 261                                             | 189.131                                         | 42,9                                            | 15                                              |
| Okres Plzeň-jih (Pilsen-Süd)                    | 990                                             | 62.445                                          | 42,5                                            | 90                                              |
| Okres Plzeň-sever (Pilsen-Nord)                 | 1.286                                           | 78.007                                          | 41,5                                            | 98                                              |
| Okres Rokycany                                  | 575                                             | 48.184                                          | 42,6                                            | 68                                              |
| Okres Tachov                                    | 1.379                                           | 53.005                                          | 41,3                                            | 51                                              |

1)am 1. Januar 2017
- Anteil am Bruttoinlandsprodukt (2001): 5,2 %,
- Arbeitslosenquote (31. März 2017): 3,12 %

## Verwaltungsgliederung

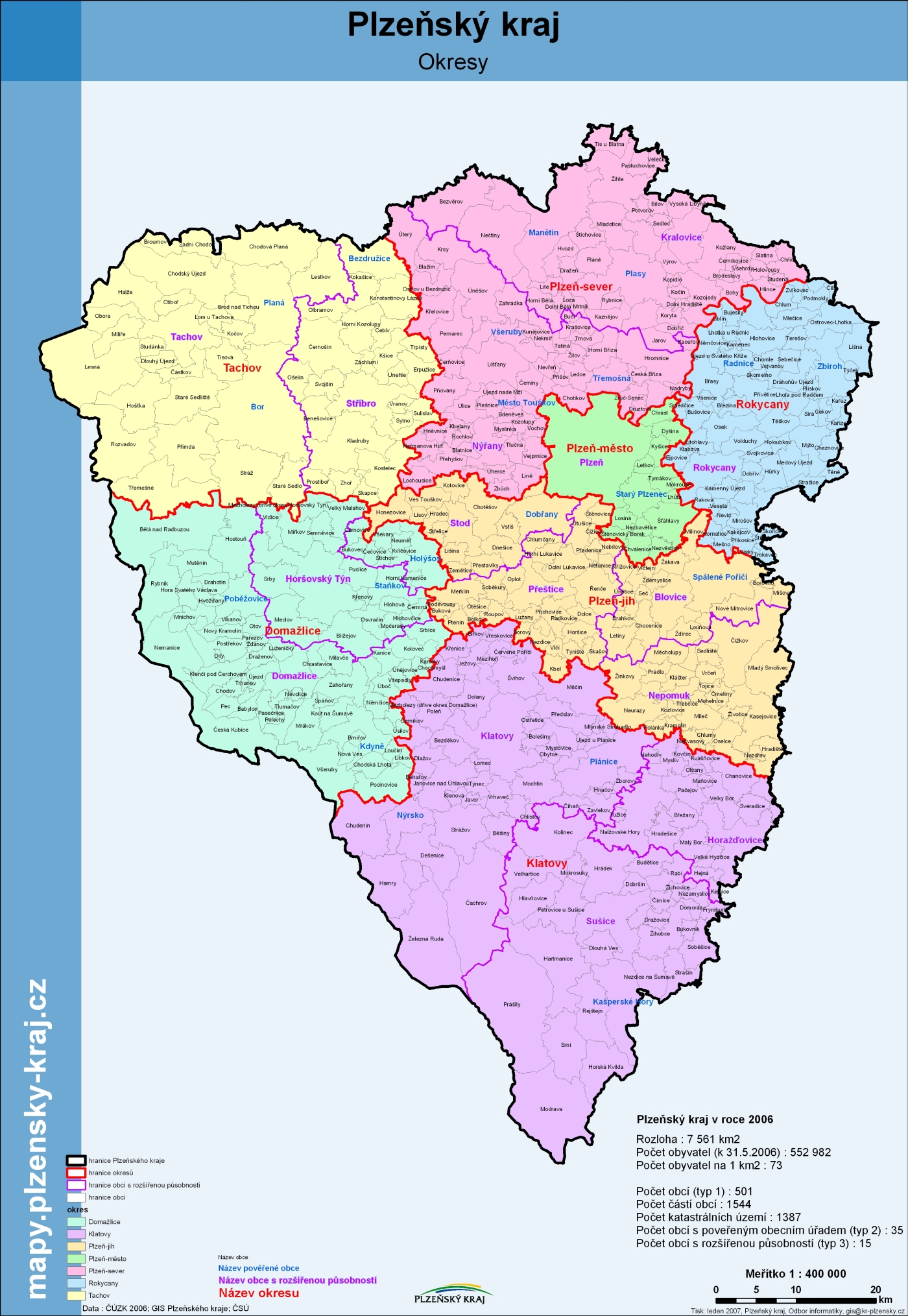
Verwaltungsgliederung der Region

### Gemeinden
Die Gemeinden bilden nach den Regionen die dritte Verwaltungsebene in Tschechien. In der Region sind 15 Gemeinden mit erweitertem Wirkungsbereich (tschechisch obec s rozšířenou působností) und 35 Gemeinde mit beauftragtem Gemeindeamt (tschechisch obec s pověřeným obecním úřadem). Die Anzahl der Gemeinden insgesamt ist 501.

### Bezirke
Die Bezirke (okres) bilden keine organisatorische Einheit der Region und haben seit dem 1. Januar 2003 keine Verwaltungsfunktion mehr. Dennoch behielten einige Bereiche der staatlichen Verwaltung die Gliederung nach Bezirken bei (z. B. Gerichte, Polizei). Die Bezirke definieren zudem das Gebiet der Regionen.
| Bezirk            | Sitz      |
| ----------------- | --------- |
| Okres Domažlice   | Domažlice |
| Okres Klatovy     | Klatovy   |
| Okres Plzeň-jih   | Plzeň     |
| Okres Plzeň-město | Plzeň     |
| Okres Plzeň-sever | Plzeň     |
| Okres Rokycany    | Rokycany  |
| Okres Tachov      | Tachov    |

## Politik
Erster Regionshauptmann war 2000–2008 der Bürgerdemokrat Petr Zimmermann. Nach der Wahl am 17./18. Oktober 2008 wurde die ehemalige Gesundheitsministerin Milada Emmerová (ČSSD) zur Hauptfrau der Region und damit die erste Frau, die einer Region vorsteht. Sie trat im September 2010 zurück, nachdem sie ins Abgeordnetenhaus gewählt worden war. Neuer Hauptmann wurde Milan Chovanec. Ebenso wie Emmerová stand Chovanec einer Minderheitsregierung mit Unterstützung der KSČM vor. Zwar wurde bei den Wahlen am 12. und 13. Oktober 2012 die ODS mit dem Spitzenkandidaten Jiří Pospíšil mit 26,48 % knapp vor den Sozialdemokraten (24,89 %) und der KSČM (20,93 %) wieder stärkste politische Kraft, jedoch konnte Hauptmann Chovanec seine Zusammenarbeit mit der KSČM fortsetzen, die seitdem mit zwei Mitgliedern auch im Regionsrat vertreten war. Chovanec wechselte Anfang 2014 als neuer Innenminister in die Regierung nach Prag und übergab sein Amt als Regionshauptman an seinen Parteikollegen Václav Šlajs.
Nach der Wahl 2016 wurde Šlajs durch Josef Bernard (ČSSD) abgelöst.
Zusammensetzung der Organe der Region:
| Organ                                                                | Wahlperioden                                    | Wahlperioden                          | Wahlperioden                                                       | Wahlperioden                                                               | Wahlperioden |
| Organ                                                                | 2000–2004                                       | 2004–2008                             | 2008–2012                                                          | 2012–2016                                                                  | 2016–2020 |
| -------------------------------------------------------------------- | ----------------------------------------------- | ------------------------------------- | ------------------------------------------------------------------ | -------------------------------------------------------------------------- | --- |
| Parlament der Region (Zastupitelstvo Plzeňského kraje) 45 Mitglieder | ODS 13 KSČM 11 Čtyřkoalice 8 ČSSD 8 Nezávislí 5 | ODS 22 KSČM 10 ČSSD 8 KDU–ČSL 3 SNK 2 | ČSSD 19 ODS 14 KSČM 9 Koalice pro PK 3                             | ODS 15 ČSSD 15 KSČM 12 TOP 09 a Starostové a nezávislí pro Plzeňský kraj 3 | ANO 11 ČSSD 9 ODS 8 KSČM 6 Starostové a Patrioti s podporou Svobodných a Soukromníků 4 TOP 09 3 SPO + SPD 2 KDU-ČSL + STAN + Strana zelených 2 |
| Rat der Region (Rada Plzeňského kraje) 9 Mitglieder                  | ODS 4 Nezávislí 2 Čtyřkoalice 3                 | ODS 7 KDU-ČSL 2                       | ČSSD 9                                                             | ČSSD 7 KSČM 2                                                              | ČSSD 4 ODS 3 Koalice pro Plzeňský kraj 1 Starostové a Patrioti s podporou Svobodných a Soukromníků 1                                           |
| Hauptmann (Hejtman Plzeňského kraje)                                 | Petr Zimmermann (ODS)                           | Petr Zimmermann (ODS)                 | Milada Emmerová (ČSSD, 2008–2010) Milan Chovanec (ČSSD, seit 2010) | Milan Chovanec (ČSSD) Václav Šlajs (ČSSD, seit 2014)                       | Josef Bernard (ČSSD) |

## Wirtschaft
Am 31. Dezember 2005 waren in der Region 127.341 Unternehmen registriert. Ein Drittel hat den Sitz im Bezirk Pilsen-Stadt. Bedeutend sind 40 Unternehmen mit mehr als 500 Mitarbeitern, davon beschäftigen 16 mehr als 1000 Mitarbeiter.
Insgesamt waren 2002 149.732 Personen (27,3 % der Gesamtbevölkerung) in der Industrie beschäftigt. Auf den weiteren Plätzen folgten Schule und Kultur, Gesundheitswesen, Sozialwesen, Forst- und Landwirtschaft sowie Fischzucht.
Der monatliche Durchschnittsverdienst liegt bei etwa 23.354 CZK (1.–3. Quartal 2013) an dritter Stelle nach Prag und der Mittelböhmischen Region, aber 7,3 % niedriger als der Landesdurchschnitt. Der höchste Verdienst wird im Okres Plzeň-město (19 732 CZK) erzielt, die niedrigsten Gehälter werden im Okres Klatovy (15.518 CZK), Tachov (15.724 CZK) und Plzeň-sever (15.749 CZK) gezahlt.
20.500 Personen (6,45 %) waren am 31. Dezember 2005 arbeitssuchend, wobei die Arbeitslosigkeit im Okres Tachov mit 8,62 % am höchsten und in Plzeň-jih mit 4,74 % am niedrigsten war. Demgegenüber gab es etwa 3940 offene Stellen. Arbeitsangebote gibt es vor allem im technischen Bereich.
Zu einer verstärkten grenzüberschreitenden Zusammenarbeit trägt die Euregio Egrensis mit Deutschland und die Euregio Bayerischer Wald – Böhmerwald mit Deutschland und Österreich bei.

## Verkehr
Die Länge der Straßen liegt bei 5007 Kilometer, davon sind 407 Kilometer Straßen der Ersten Klasse, 1511 Kilometer Straßen der Zweiten Klasse und 3089 Kilometer Straßen der Dritten Klasse. Im Vergleich mit anderen Regionen hat Pilsen den niedrigsten Anteil an Straßen der Ersten Klasse. Die Länge der Autobahnen beträgt 89 Kilometer. Das Schienennetz umfasst 713 Kilometer, davon sind 237 Kilometer elektrifiziert. Durch die Region führen nationale und regionale Schienenwege sowie die internationalen Verbindung Prag–Pilsen–Nürnberg/Regensburg–München.

## Bildung und Gesundheitswesen
In der Region befinden sich 11 Krankenhäuser mit insgesamt 3600 Betten, darunter das Universitätsklinikum in Pilsen mit 1830 Betten (2007) und die Psychiatrische Klinik in Dobřany, die beide zu den größten Arbeitgebern in der Region zählen.
Für die Bildung sorgen 255 Kindergärten, 204 Grundschulen, 30 Berufsschulen, 32 Fachgymnasien, 14 Gymnasien und 5 Einrichtungen postsekundärer Bildung. Das öffentliche Hochschulwesen vertreten die Westböhmische Universität in Pilsen mit neun Fakultäten und die Medizinische Fakultät in Pilsen der Prager Karls-Universität.

## Kultur
2002 konnte die Region 37 Filmtheater, 43 Museen, 12 Theater und 18 Amphitheater aufweisen. Daneben gibt es 590 Bibliotheken, insbesondere die von der Region getragene Wissenschaftliche Bibliothek der Pilsener Region, sowie zahlreiche Musik- und Theaterfestivals, vor allem in Pilsen.

## Fremdenverkehr
Das Fremdenverkehrszentrum bildet die Stadt Pilsen mit zahlreichen Kulturdenkmälern und Einrichtungen. Zu den Einrichtungen mit größter Besucherzahl gehören der Zoologische und der Botanische Garten in Pilsen. Den aktiven Urlauber locken zahlreiche touristische Wander- und Radwege. Der Böhmerwald bietet umfangreiche Wander- und Wintersportmöglichkeiten. Im Nordwesten der Region befindet sich das Kurbad Konstantinovy Lázně. In Domažlice findet jährlich im August das berühmte Chodenfest (Chodské slavnosti) statt.
Zu den Kulturdenkmälern gehören insbesondere die Klöster Plasy und Kladruby, die Burgen Radyně, Švihov, Burg Kašperk, Rabí, Velhartice und die Schlösser Kaceřov, Horšovský Týn, Kozel und Manětín. In der Region befinden sich drei städtische Denkmalschutzreservate (Domažlice, Horšovský Týn und Pilsen) und 21 städtische Denkmalzonen. Denkmalgeschützt sind 47 Dörfer. Die für das Umland von Pilsen typische Volksbauweise kann in den Stadtteilen Koterov und Černice besichtigt werden. Bedeutende Ansammlungen an Volksarchitektur sind in der Region Chodsko erhalten (z. B. Trhanov). Block- und Fachwerkbauten sind in der nördlichen Umgebung von Pilsen, um Rokycany und in der Region Tachov vertreten. In Chanovice befindet sich ein Freilichtmuseen (Skanzen Chanovice) mit ländlicher Architektur der Umgebung von Klatovy.
Für Naturliebhaber sind der Nationalpark und das Landschaftsschutzgebiet Šumava und die Landschaftsschutzgebiete Český les, Křivoklátsko und Slavkovský les Besucherziele. Zu den Landschaftssehenswürdigkeiten gehört die Bolevecká rybniční soustava, eine Teichanlage aus dem 15. Jahrhundert am Rande Pilsens. Wichtige Freizeitgebiete sind der Stausee Hracholusky und der Fluss Berounka.

## Größte Städte
| Stadt       | Einwohner (1. Januar 2017) |
| ----------- | -------------------------- |
| Pilsen      | 170.548                    |
| Klatovy     | 22.378                     |
| Rokycany    | 14.014                     |
| Tachov      | 12.699                     |
| Domažlice   | 11.177                     |
| Sušice      | 11.127                     |
| Stříbro     | 7.705                      |
| Nýřany      | 7.106                      |
| Přeštice    | 6.475                      |
| Dobřany     | 6.218                      |
| Planá       | 5.387                      |
| Horažďovice | 5.366                      |
| Kdyně       | 5.242                      |
| Nýrsko      | 4.945                      |

## Bilder

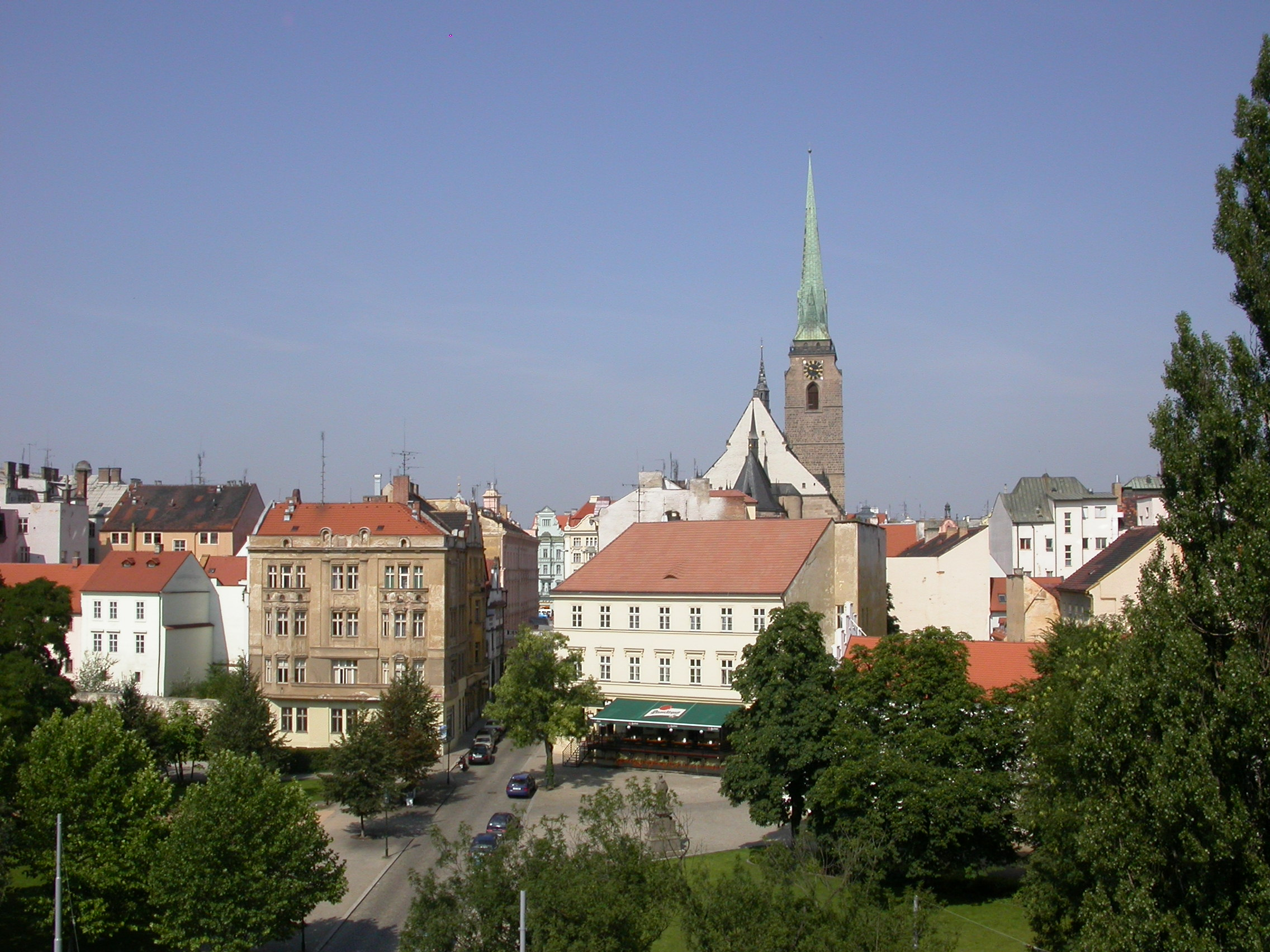
Pilsen
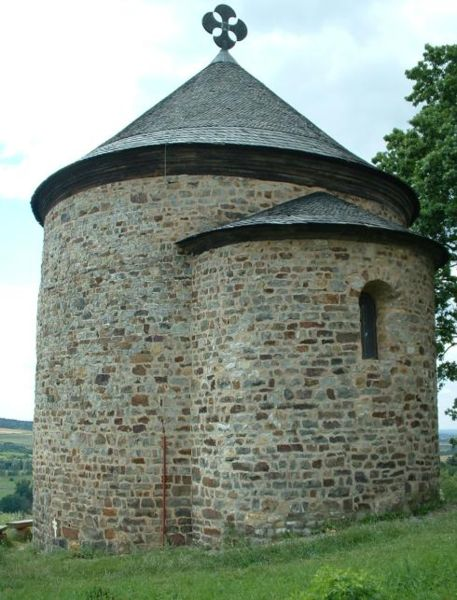
Romanische Rotunde in Starý Plzenec
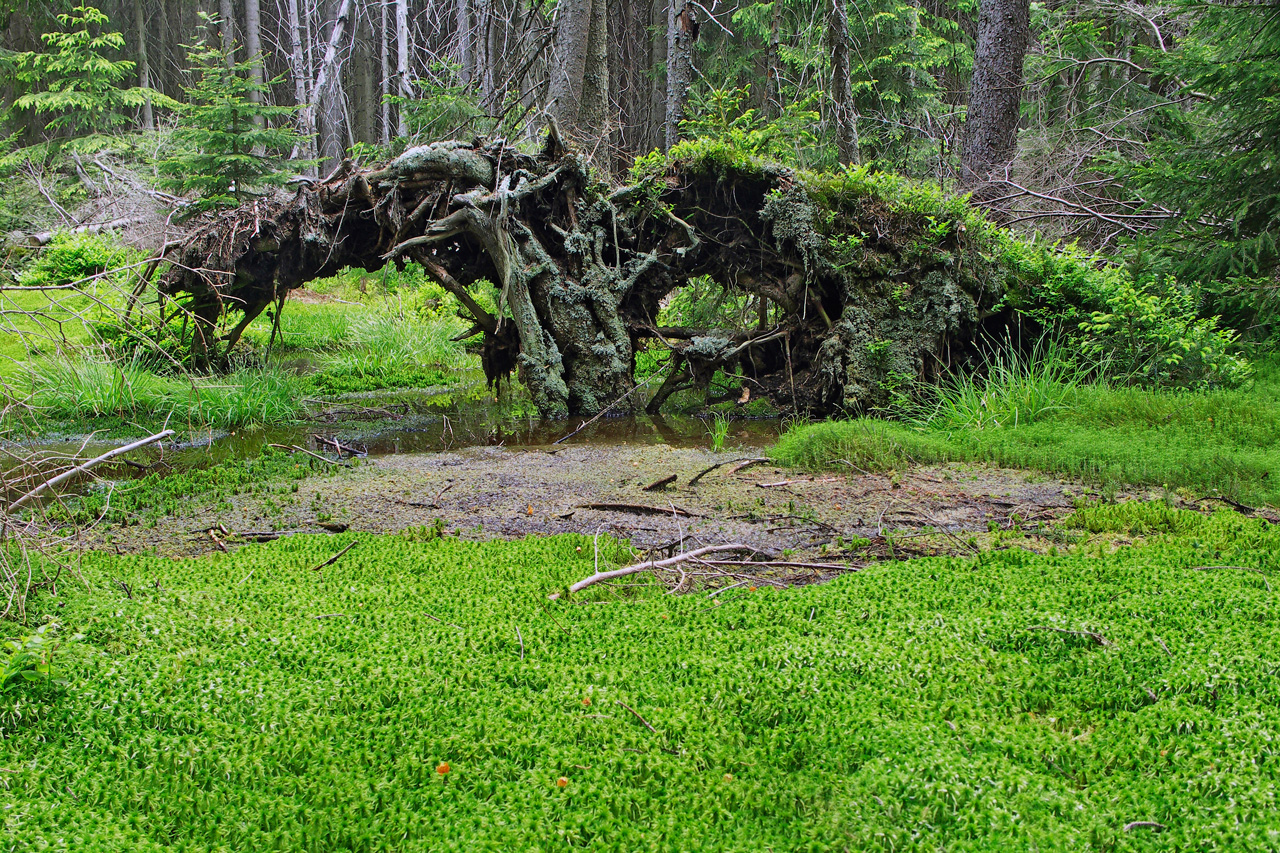
Naturreservat Pavlova Huť
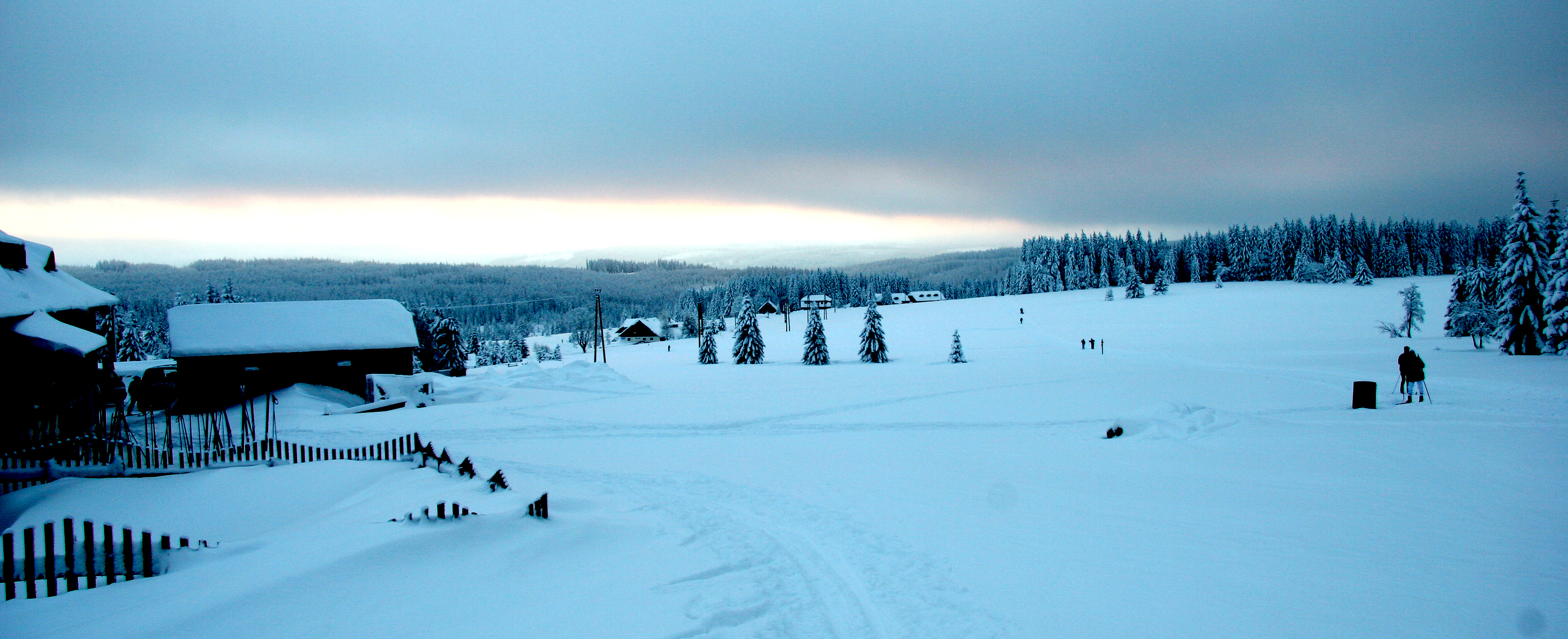
Böhmerwald im Winter
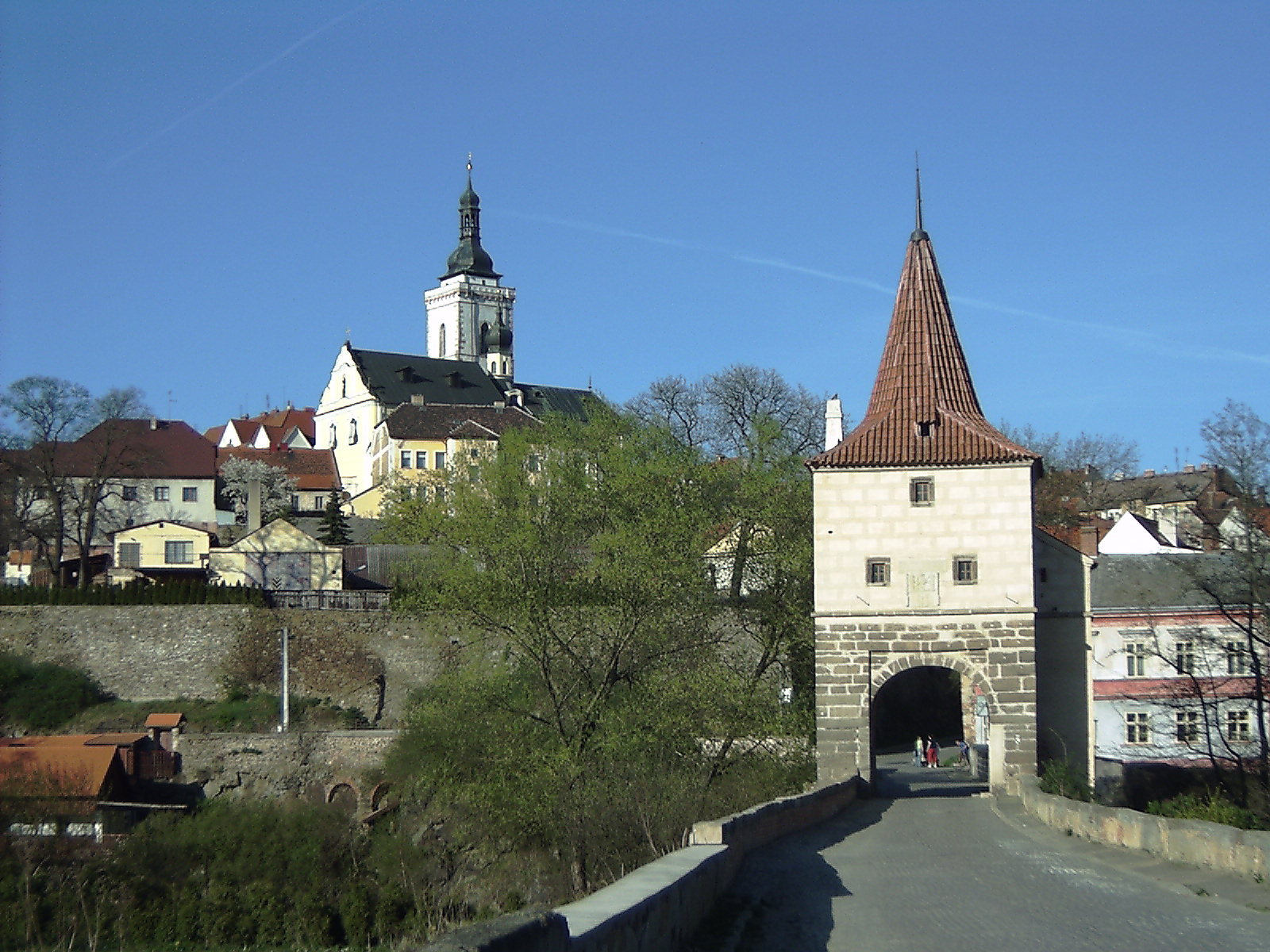
Stříbro
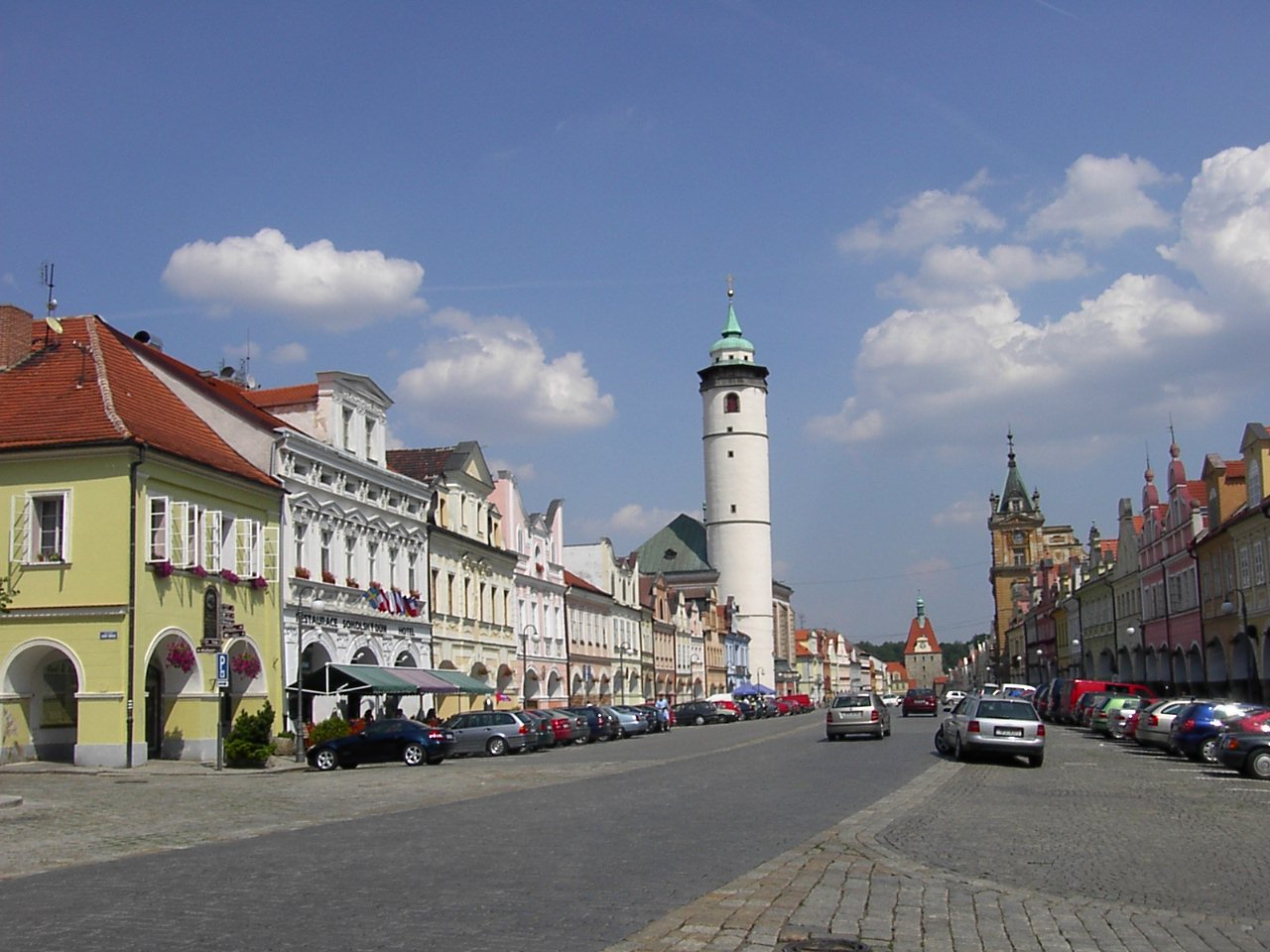
Domažlice
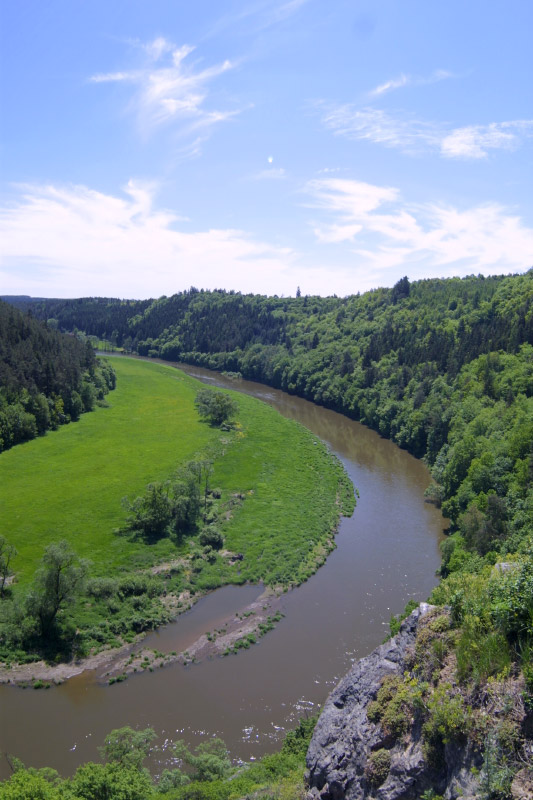
Fluss Berounka
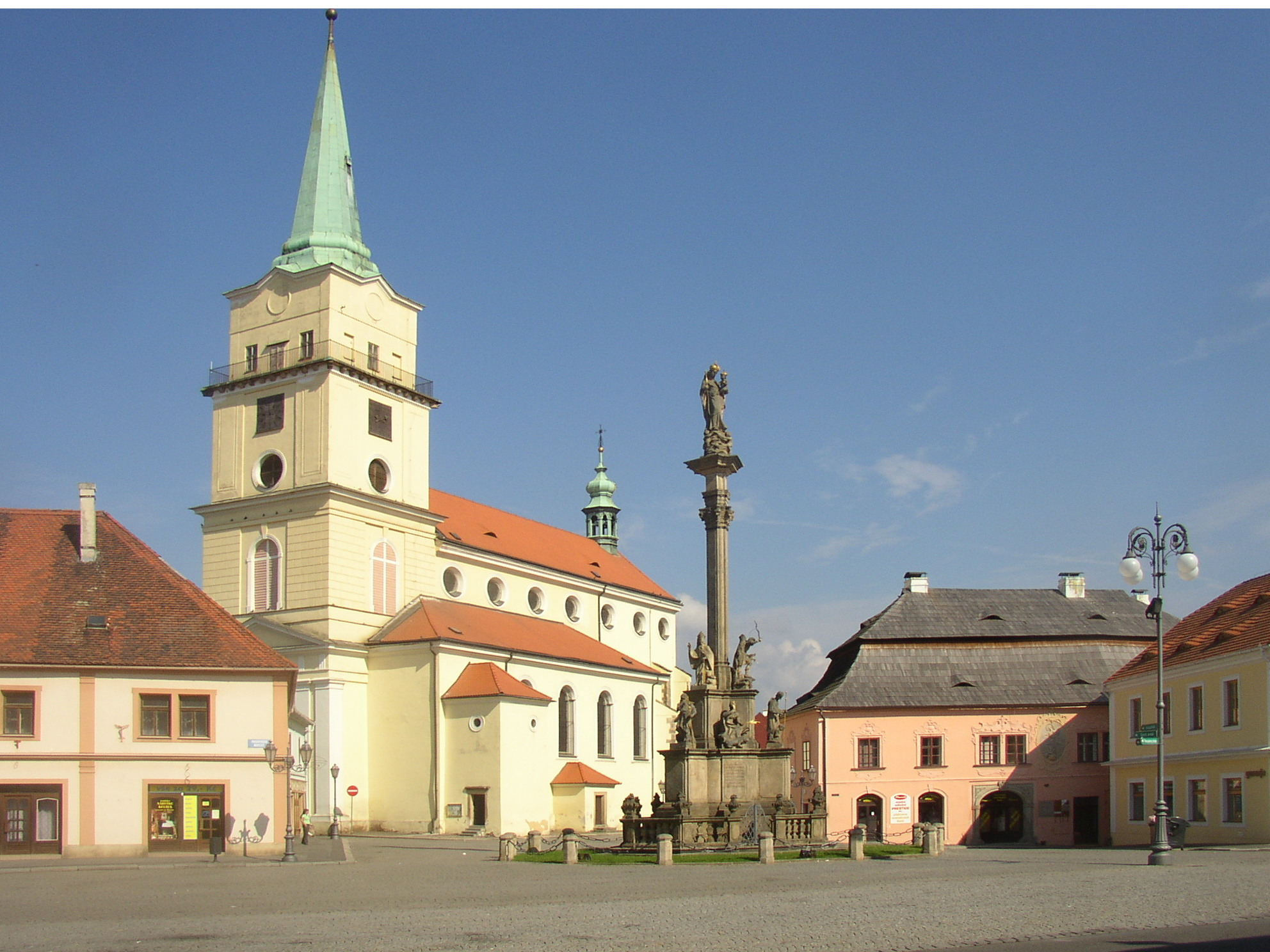
Rokycany